# ソヴリンティ
ソヴリンティ（Sovereignty）は、アメリカ合衆国の競走馬である。主な勝ち鞍は2025年のケンタッキーダービー、ベルモントステークス。

## 概要

### 2歳（2024年）
8月24日サラトガ競馬場の未勝利戦でデビューして4着。9月29日アケダクト競馬場の未勝利戦を2着となった。
10月27日のストリートセンスステークスを優勝して初勝利をグレード競走初制覇で飾った。

### 3歳（2025年）
3月1日のファウンテンオブユースステークスでは3番人気に推されての出走。最後方の6番手から競馬を進めて中間点を通過。先に抜け出していたリバーテムズを一完歩づつ詰めていき最後にクビ差で差し切ってグレード競走連勝とした。
その後は3月29日のフロリダダービーに単勝オッズ2.7倍の1番人気で出走。タッパンストリートの背後に付けて直線で追撃するも追いつけずに1馬身1/4差の2着に敗れた。
5月3日のケンタッキーダービーには再びアルバラードが騎乗して出走。人気はMorning Lineのオッズで4.0倍の2番人気となり、JRAオッズでも7.5倍の3番人気に推された。レースでは道中後方で脚を溜め最後の直線で鋭く脚を伸ばすと、中団から抜け出してきたジャーナリズムとの競り合いを1馬身半差で制してG1競走初制覇を果たした。
ケンタッキーダービーを制した翌日の5月4日にプリークネスステークスへの出走について管理するウィリアム・モットは「数日中に結論を出さなければいけないが、今朝決まることはない」として判断を保留。現役生活を長く続けるために三冠には固執しないと語った。5月6日にモットはプリークネスステークスに出走しない旨を施行するピムリコ競馬場に伝えて、馬の体調を優先してベルモントステークスを目指すことになった。
6月7日にベルモントステークスではジャーナリズムに次ぐ単勝オッズ3.5倍の2番人気で出走。4番人気のロドリゲスが逃げる展開となり、外目の3番手で競馬を進めるジャーナリズムの後ろの内目の4番手を追走。第3コーナーでジャーナリズムが前の2頭に並び掛け、それを追い掛ける形で最終コーナーを迎える。直線でジャーナリズムが早々と抜け出すも、これに離れずに残り1ハロンのところで捕えて先頭に立ち、そこから更に3馬身ほど突き放して完勝。ケンタッキーダービーからの連勝で二冠制覇を成した。

## 競走成績
出典は特記が無ければJRA-VAN及びEquibaseに基づく。
| 出走日     | 競馬場                 | 競走名                  | 格 | 距離（馬場）    | 頭数 | 枠番 (PP) | 馬番 (Pgm) | 着順 | 騎手            | 斤量（lb.） | タイム  | 着差       | 勝ち馬/（2着）馬 |
| ---------- | ---------------------- | ----------------------- | -- | --------------- | ---- | --------- | ---------- | ---- | --------------- | ----------- | ------- | ---------- | ---------------- |
| 2024.08.24 | サラトガ               | メイドン競走            |    | ダ6f（Fs）      | 10   | 10        | 10         | 4着  | J. アルバラード | 119         |         | 3馬身      | Tip Top Thomas   |
| 0000.09.29 | アケダクト             | メイドン競走            |    | ダ1mi（Fs）     | 6    | 2         | 4          | 2着  | J. アルバラード | 119         |         | クビ       | Praetor          |
| 0000.10.27 | チャーチルダウンズ     | ストリートセンスS       | G3 | ダ1mi1/16（Fs） | 9    | 9         | 10         | 1着  | J. アルバラード | 122         | 1:43.86 | (5馬身)    | (Tiztastic)      |
| 2025.03.01 | ガルフストリームパーク | ファウンテンオブユースS | G2 | ダ1mi1/16（Fs） | 6    | 2         | 2          | 1着  | J. アルバラード | 123         | 1:43.12 | (クビ)     | (River Thames)   |
| 0000.03.29 | ガルフストリームパーク | フロリダダービー        | G1 | ダ1mi1/8（Fs)   | 10   | 10        | 10         | 2着  | M. フランコ     | 122         |         | 1馬身1/4   | Tappan Street    |
| 0000.05.03 | チャーチルダウンズ     | ケンタッキーダービー    | G1 | ダ1mi1/4（Fs)   | 19   | 16        | 18         | 1着  | J. アルバラード | 126         | 2:02.31 | (1馬身1/2) | (Journalism)     |

## 血統表
| ソヴリンティの血統           | ソヴリンティの血統                     | ソヴリンティの血統                     | （血統表の出典）                       | （血統表の出典） |
| 父系                         | ストームキャット系（ストームバード系） | ストームキャット系（ストームバード系） | ストームキャット系（ストームバード系） | [ § 2 ]          |
| 父 Into Mischief 黒鹿毛 2005 | 父の父Harlan's Holiday 鹿毛 1999       | Harlan                                 | Storm Cat                              | Storm Cat        |
| 父 Into Mischief 黒鹿毛 2005 | 父の父Harlan's Holiday 鹿毛 1999       | Harlan                                 | Country Romance                        |                  |
| 父 Into Mischief 黒鹿毛 2005 | 父の父Harlan's Holiday 鹿毛 1999       | Christmas in Aiken                     | Affirmed                               | Affirmed         |
| 父 Into Mischief 黒鹿毛 2005 | 父の父Harlan's Holiday 鹿毛 1999       | Christmas in Aiken                     | Dowager                                |                  |
| 父 Into Mischief 黒鹿毛 2005 | 父の母Leslie's Lady 鹿毛 1996          | Tricky Creek                           | Clever Trick                           | Clever Trick     |
| 父 Into Mischief 黒鹿毛 2005 | 父の母Leslie's Lady 鹿毛 1996          | Tricky Creek                           | Battle Creek Girl                      |                  |
| 父 Into Mischief 黒鹿毛 2005 | 父の母Leslie's Lady 鹿毛 1996          | Crystal Lady                           | Stop the Music                         | Stop the Music   |
| 父 Into Mischief 黒鹿毛 2005 | 父の母Leslie's Lady 鹿毛 1996          | Crystal Lady                           | One Last Bird                          |                  |
| 母 Crowned 黒鹿毛 2013       | 母の父Bernardini 鹿毛 2003             | A.P. Indy                              | Seattle Slew                           | Seattle Slew     |
| 母 Crowned 黒鹿毛 2013       | 母の父Bernardini 鹿毛 2003             | A.P. Indy                              | Weekend Surprise                       |                  |
| 母 Crowned 黒鹿毛 2013       | 母の父Bernardini 鹿毛 2003             | Cara Rafaela                           | Quiet American                         | Quiet American   |
| 母 Crowned 黒鹿毛 2013       | 母の父Bernardini 鹿毛 2003             | Cara Rafaela                           | Oil Fable                              |                  |
| 母 Crowned 黒鹿毛 2013       | 母の母Mushka 黒鹿毛 2005               | *エンパイアメーカー                    | Unbridled                              | Unbridled        |
| 母 Crowned 黒鹿毛 2013       | 母の母Mushka 黒鹿毛 2005               | *エンパイアメーカー                    | Toussaud                               |                  |
| 母 Crowned 黒鹿毛 2013       | 母の母Mushka 黒鹿毛 2005               | Sluice                                 | Seeking the Gold                       | Seeking the Gold |
| 母 Crowned 黒鹿毛 2013       | 母の母Mushka 黒鹿毛 2005               | Sluice                                 | Lakeway                                |                  |
| 母系(F-No.)                  | Toxophilite Mare(FN:F9-f)              | Toxophilite Mare(FN:F9-f)              | Toxophilite Mare(FN:F9-f)              | [ § 3 ]          |
| 5代内の近親交配              | Seattle Slew：M4×M5、Fappiano：M5×M5   | Seattle Slew：M4×M5、Fappiano：M5×M5   | Seattle Slew：M4×M5、Fappiano：M5×M5   | [ § 4 ]          |
| 出典                         | 1. 2. 3. 4.                            | 1. 2. 3. 4.                            | 1. 2. 3. 4.                            | 1. 2. 3. 4.      |

- 祖母Mushkaは2009年スピンスターステークス勝ち馬。
- 4代母Lakewayは1994年サンタアニタオークスなどGI4勝。